# Rajd Lyon-Charbonnières 1976
Rajd Lyon-Charbonnières 1976 (28. Rallye Lyon-Charbonnières) – 28. edycja rajdu samochodowego Lyon-Charbonnières rozgrywanego we Francji. Rozgrywany był od 4 do 6 marca 1976 roku. Była to siódma runda Rajdowych Mistrzostw Europy w roku 1976 (rajd miał najwyższy współczynnik - 4) oraz trzecia runda Rajdowych mistrzostw Francji.

## Klasyfikacja rajdu
| Miejsce                                          | Kierowca                                         | Pilot                                            | Samochód                                         | Czas                                             | Strata                                           |                                                  |
| Klasyfikacja generalna, ERC i mistrzostw Francji | Klasyfikacja generalna, ERC i mistrzostw Francji | Klasyfikacja generalna, ERC i mistrzostw Francji | Klasyfikacja generalna, ERC i mistrzostw Francji | Klasyfikacja generalna, ERC i mistrzostw Francji | Klasyfikacja generalna, ERC i mistrzostw Francji | Klasyfikacja generalna, ERC i mistrzostw Francji |
| ------------------------------------------------ | ------------------------------------------------ | ------------------------------------------------ | ------------------------------------------------ | ------------------------------------------------ | ------------------------------------------------ | ------------------------------------------------ |
| 1.                                               | Bernard Darniche                                 | Alain Mahé                                       | Lancia Stratos HF                                | 4:48:25                                          | 0.0                                              |                                                  |
| 2.                                               | Bruno Saby                                       | Brigitte Carrier                                 | Alpine-Renault A110 1800                         | 5:02:57                                          | +14:32                                           |                                                  |
| 3.                                               | Francis Serpaggi                                 | Gilbert Andreani                                 | Opel Kadett GT/E                                 | 5:15:01                                          | +26:36                                           |                                                  |
| 4.                                               | Christian Dorche                                 | Pierre Gertosio                                  | BMW 2002 Ti                                      | 5:26:01                                          | +37:36                                           |                                                  |
| 5.                                               | Jean-Paul Barin                                  | Jean-Pierre Barin                                | Alfa Romeo 2000 GTV                              | 5:29:52                                          | +41:27                                           |                                                  |
| 6.                                               | Georges Benoit                                   | C. Villon                                        | BMW 2002 Ti                                      | 5:31:19                                          | +42:54                                           |                                                  |
| 7.                                               | Labaune Noël                                     | JL Maurin                                        | Porsche 911 Carrera RS 2.7                       | 5:33:18                                          | +44:53                                           |                                                  |
| 8.                                               | Bernard Bontaz                                   | Marcel Bernard Bellon                            | Opel Ascona 1.9 SR                               | 5:42:03                                          | +53:38                                           |                                                  |
| 9.                                               | Bernard Malleval                                 | Gérard Falcand                                   | Alpine-Renault A110 1600SC                       | 5:46:42                                          | +58:17                                           |                                                  |
| 10.                                              | Jean Meunier                                     | A. Moretti                                       | Alpine-Renault A110 1600S                        | 5:46:44                                          | +58:19                                           |                                                  |